# Дамянов, Георгий (самбист)
Георгий Дамянов — болгарский самбист, серебряный (1976) и бронзовый (1974) призёр чемпионатов Европы, бронзовый призёр чемпионата мира 1974 года в Улан-Баторе. В 1976 году стал бронзовым призёром международного турнира в Баку. Выступал в наилегчайшей (до 48 кг) и полулёгкой (до 57 кг) весовых категориях.